# Frosinone Calcio
Frosinone Calcio S.r.l. je profesionalni talijanski nogometni klub iz Frosinonea u regiji Lacij. Natječe se u Seriji A, prvom mjestu talijanskog nogometa. Frosinone je nasljednik kluba Unione Sportiva Frusinate, osnovanog 1906. godine. Temelji sadašnjeg kluba osnovani su 1958. godine. Veći dio svog života proveo je u nižim redovima talijanskog nogometa. Klub je prvotno igrao u crvenim i plavim dresovima, kako bi kasnije počeo koristiti žuto i plavo.
Od 1932. do 2017. igrao je na stadionu Matus, a zatim se preselio na stadion Benito Stirpe. Početkom 2000-ih počeo je primjećivati zapažene rezultate. U sezoni 2005./06. nakon što je pogodba napravila Serie B. Najveći uspjesi u povijesti kluba su plasmani u Serie A u sezonama 2014./15., 2018./19. i 2023./24.